# Julia Kloiber

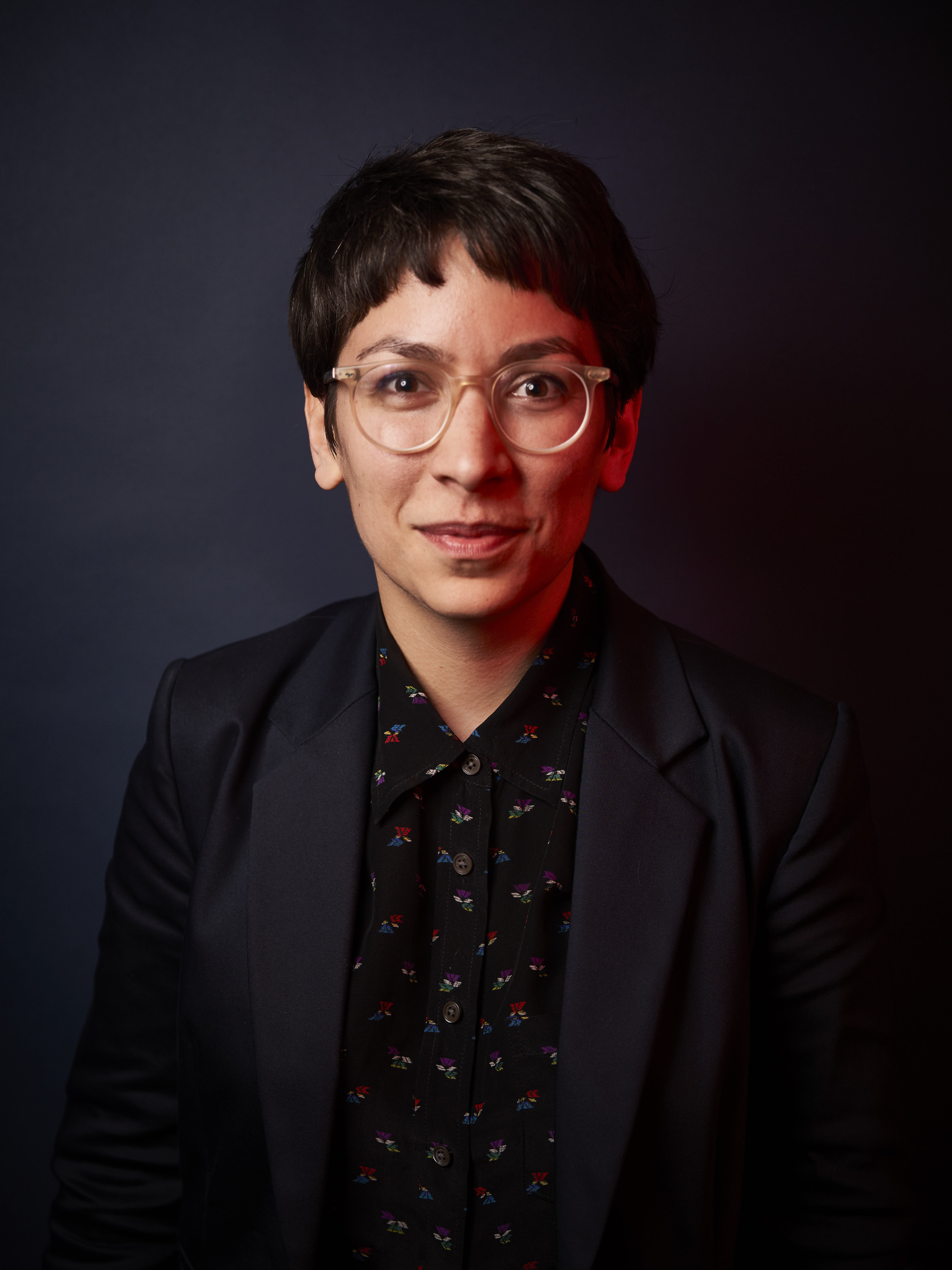
Julia Kloiber (2019)

Julia Elisabeth Kloiber (geboren 1986) ist eine österreichische Digitalisierungs-Expertin und Gründerin des Superrr Lab – eines feministischen Forschungs- und Beratungs-Thinktanks für Digitalstrategien in Berlin.

## Werdegang
Kloiber hat an der FH Joanneum in Graz Informationsdesign studiert und den Master-Studiengang New Media and Digital Culture an der Universität Utrecht absolviert.
Kloiber widmet sich in ihren Projekten den Auswirkungen und Chancen von Technologien auf Gesellschaft und entwickelt gemeinwohlfördernde Programme. Im Jahr 2016 war sie Mitgründerin des Prototype Fund, Deutschlands erstem öffentlichen Fonds für Open-Source-Softwareprojekte, der die Entwicklung neuer digitaler Werkzeuge für Bürgerinnen und Bürger (Civic Tech) fördert. 2014 war sie Mitgründerin und bis 2018 Leiterin von Code for Germany, einem deutschlandweiten Netzwerk von Softwareentwicklern und interessierten Bürgern, die sich mit lokalen offenen Daten beschäftigen und diese zugänglich machen. Von 2018 bis 2019 war sie Fellow der Mozilla Foundation, einer gemeinnützigen US-Non-Profit-Organisation, und beschäftigte sich mit ethischen Fragestellungen im Zusammenhang mit neuen Technologien.
Kloiber sitzt im Aufsichtsrat des DigitalService des Bundes, der Digitalabteilung der deutschen Verwaltung, und im Beirat der Digitalstrategie Deutschland, die vom Bundesministerium für Digitales und Verkehr einberufen wurde. Außerdem ist sie im Beirat der Deutschen Postcode Lotterie, einer privaten, staatlich lizenzierten Soziallotterie, und Mitglied des Fachbeirats der Deutschen Stiftung für Engagement und Ehrenamt.
In der gedruckten Ausgabe von MIT Technology Review veröffentlicht sie regelmäßig ihre Kolumne und ist Autorin bei netzpolitik.org und dem „Zeitgeister“-Magazin des Goethe-Instituts. Bei der re:publica war sie seit 2013 mehrfach als Sprecherin und als Moderatorin vertreten.